# Bob Bradley
Bob Bradley, all'anagrafe Robert Frank Bradley (Montclair, 3 marzo 1958), è un allenatore di calcio statunitense.
Prima di assumere l'incarico di allenatore della Nazionale nel dicembre 2006 ha allenato nel calcio universitario statunitense e successivamente nella Major League Soccer, dove ha segnato il maggior numero di vittorie nella storia degli allenatori del campionato, allenando Chicago Fire, New York MetroStars e Chivas USA nel corso di nove stagioni.
Suo figlio Michael è un calciatore professionista, avuto alle sue dipendenze nella Nazionale statunitense e dal 2022 al Toronto FC.

## Carriera

### Allenatore

#### College
Bradley iniziò a giocare a calcio al liceo presso la West Essex High School nella contea di Essex, nel New Jersey, e successivamente alla Princeton University. La carriera di allenatore ebbe inizio nel 1981, quando fu nominato allenatore della Ohio University alla giovane età di 22 anni.
Ingaggiato dalla University of Virginia, fece da vice a Bruce Arena per due anni prima di tornare a Princeton, allenando la locale squadra di calcio, chiamata Tigers, dal 1984 al 1995 vincendo due titoli della Ivy League e raggiungendo le finali universitarie nel 1993.

#### Major League Soccer
Nel 1996 Bradley ritornò ad essere il vice di Bruce Arena, stavolta al D.C. United, nella recentemente formatasi Major League Soccer. Dopo due stagioni, diventò allenatore dei Chicago Fire, guidandoli alla conquista della MLS Cup e della US Open Cup nel 1998. Grazie a questo successo fu nominato Allenatore dell'anno della Major League Soccer. Nel 2000 i Fire vinsero nuovamente l'Open Cup.
Dopo la Major League Soccer 2002, Bradley si dimise da allenatore dei Fire e prese le redini dei New York MetroStars. Nel 2003 raggiunse per la prima volta nella storia del club la finale della US Open Cup, rimanendo in carica fino ad ottobre 2005 quando fu esonerato a tre giornate dal termine del campionato, dopo varie sconfitte consecutive e le conseguenti esigue possibilità di qualificazione ai play-off. Poco dopo il termine della Major League Soccer 2005, Bradley fu nominato allenatore del Chivas USA.

#### Nazionale statunitense ed egiziana

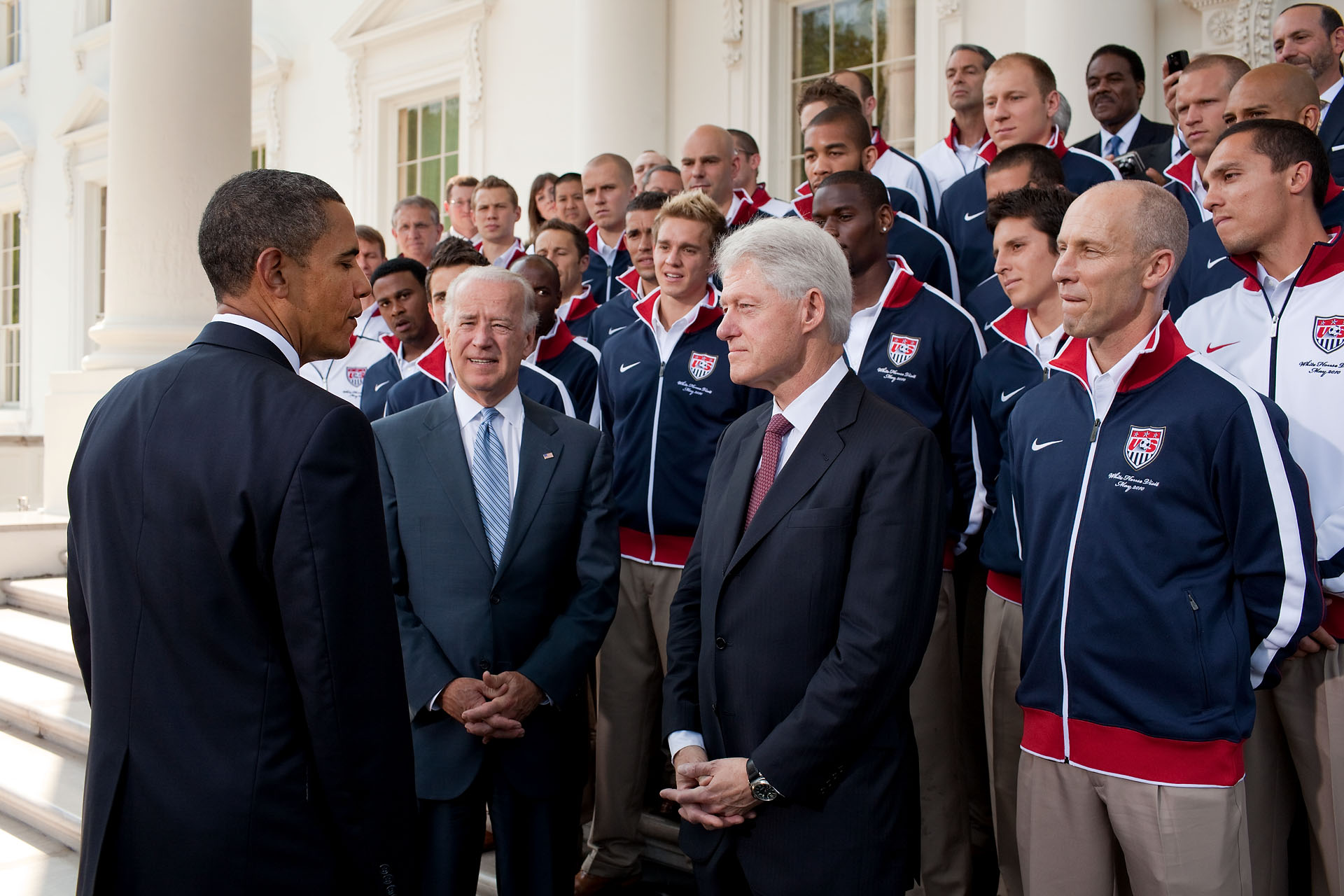
Bob Bradley con la nazionale statunitense accolti dal presidente Barack Obama e il vicepresidente Joe Biden insieme all'ex presidente Bill Clinton alla Casa Bianca, 2010

Dopo i Mondiali 2006, la United States Soccer Federation indicò Bradley, che era il vice di Bruce Arena, come commissario tecnico ad interim; l'8 dicembre 2006 Bradley divenne il CT. Dopo varie amichevoli che videro la vittoria della Nazionale a stelle e strisce, la federazione decise di confermare il tecnico in vista della CONCACAF Gold Cup 2007, vinta poi proprio dagli Stati Uniti; nel suo primo anno da commissario tecnico il bilancio fu di dodici vittorie, un pareggio e cinque sconfitte, con un periodo di imbattitibilità durato dieci partite nel corso di cinque mesi.
Alla Copa América 2007 la squadra era composta prevalentemente da giovani e giocatori non ancora affermati. La squadra perse la partita inaugurale del gruppo C contro l'Argentina per 4-1, nonostante un rigore di Eddie Johnson al 9' avesse portato in vantaggio gli americani; quella partita segnò la prima sconfitta dopo oltre un anno, dopo la partita con il Ghana di Germania 2006; al termine della competizione, il bottino della squadra guidata da Bradley fu di zero punti, con due reti segnate a fronte di otto subite.
Ad inizio 2008 la federazione organizzò una serie di amichevoli di alto livello per preparare la squadra alle qualificazioni mondiali programmate per quell'autunno. Dopo il 2-2 ottenuto contro il Messico a Houston, gli Stati Uniti persero 1-0 contro la Spagna a Santander e 2-0 contro l'Inghilterra a Londra e pareggiarono per 0-0 contro l'Argentina a New York.
Il 28 luglio 2011 il presidente della federazione statunitense Sunil Gulati annuncia l'esonero del tecnico.
Il 15 settembre 2011 è diventato commissario tecnico della Nazionale egiziana. Nel mese di novembre 2013, è stato sollevato dall'incarico dopo aver mancato l'accesso al campionato del mondo 2014.

#### Stabæk
Il 3 gennaio 2014 è diventato ufficialmente allenatore dello Stabæk, formazione norvegese. Il 17 ottobre successivo, il suo nome è stato inserito tra i candidati per la vittoria del premio Kniksen per il miglior allenatore del campionato.
Il 5 novembre 2015, ha annunciato che avrebbe lasciato l'incarico da allenatore dello Stabæk al termine della stagione in corso, dopo aver già portato matematicamente in Europa League la sua squadra in vista dell'annata successiva.

#### Il ritorno in MLS
Nel 2018 torna negli Stati Uniti per guidare la nuova franchigia della MLS, il Los Angeles FC. Primo allenatore in assoluto del club angelino, rimane al comando della squadra per quattro anni nei quali vince un Supporters' Shield e conquista per tre anni di fila l’accesso ai play-off.
Il 24 novembre 2021 viene nominato come nuovo allenatore di Toronto FC. Dopo aver condotto i canadesi al 27º posto nella stagione 2022, il 26 giugno 2023, con la squadra al 26º posto in campionato ed i risultati negativi, viene esonerato e sostituito ad interim da Terry Dunfield.

#### Nuovamente allo Stabæk
Il 10 settembre 2023 ha fatto ritorno allo Stabæk.

## Vita privata
Bob Bradley è il padre del calciatore  Michael Bradley. Suo fratello, Scott Bradley, era un giocatore di baseball professionista che giocava anche per i Seattle Mariners. Il suo terzo figlio, Jeff Bradley, è un giornalista sportivo per la rivista ESPN.

## Statistiche

### Statistiche da allenatore

#### Club
Statistiche aggiornate al 13 maggio 2021.  In grassetto le competizioni vinte.
| Stagione              | Squadra               | Campionato            | Campionato | Campionato | Campionato | Campionato | Coppe nazionali | Coppe nazionali | Coppe nazionali | Coppe nazionali | Coppe nazionali | Coppe continentali | Coppe continentali | Coppe continentali | Coppe continentali | Coppe continentali | Altre coppe | Altre coppe | Altre coppe | Altre coppe | Altre coppe | Totale | Totale | Totale | Totale | % Vittorie | Piazzamento |
| Stagione              | Squadra               | Comp                  | G          | V          | N          | P          | Comp            | G               | V               | N               | P               | Comp               | G                  | V                  | N                  | P                  | Comp        | G           | V           | N           | P           | G      | V      | N      | P      | %          | Piazzamento |
| --------------------- | --------------------- | --------------------- | ---------- | ---------- | ---------- | ---------- | --------------- | --------------- | --------------- | --------------- | --------------- | ------------------ | ------------------ | ------------------ | ------------------ | ------------------ | ----------- | ----------- | ----------- | ----------- | ----------- | ------ | ------ | ------ | ------ | ---------- | ----------- |
| 1998                  | Chicago Fire          | MLS                   | 32+5       | 18+4       | 3+1        | 11         | USOC            | 4               | 3               | 1               | 0               | -                  | -                  | -                  | -                  | -                  | -           | -           | -           | -           | -           | 41     | 25     | 5      | 11     | 60,98      | 2°          |
| 1999                  | Chicago Fire          | MLS                   | 32+3       | 15+1       | 5+0        | 12+2       | USOC            | 1               | 0               | 0               | 1               | CCL                | 3                  | 1                  | 2                  | 0                  | -           | -           | -           | -           | -           | 39     | 17     | 7      | 15     | 43,59      | 3°          |
| 2000                  | Chicago Fire          | MLS                   | 32+7       | 17+4       | 6+0        | 9+3        | USOC            | 5               | 5               | 0               | 0               | -                  | -                  | -                  | -                  | -                  | -           | -           | -           | -           | -           | 44     | 26     | 6      | 12     | 59,09      | 1°          |
| 2001                  | Chicago Fire          | MLS                   | 27+6       | 16+2       | 5+2        | 6+2        | USOC            | 4               | 3               | 0               | 1               | -                  | -                  | -                  | -                  | -                  | -           | -           | -           | -           | -           | 37     | 21     | 7      | 9      | 56,76      | 1°          |
| 2002                  | Chicago Fire          | MLS                   | 28+3       | 11+1       | 4          | 13+2       | USOC            | 1               | 0               | 0               | 1               | CCL                | 4                  | 3                  | 0                  | 1                  | -           | -           | -           | -           | -           | 36     | 15     | 4      | 17     | 41,67      | 3°          |
| Totale Chicago Fire   | Totale Chicago Fire   | Totale Chicago Fire   | 151+24     | 77+12      | 23+3       | 51+9       |                 | 15              | 11              | 1               | 3               |                    | 7                  | 4                  | 2                  | 1                  |             | -           | -           | -           | -           | 197    | 104    | 29     | 64     | 52,79      |             |
| 2003                  | MetroStars            | MLS                   | 30+2       | 11+0       | 9+1        | 10+1       | USOC            | 5               | 4               | 0               | 1               | -                  | -                  | -                  | -                  | -                  | -           | -           | -           | -           | -           | 37     | 15     | 10     | 12     | 40,54      | 5°          |
| 2004                  | MetroStars            | MLS                   | 30+2       | 11+0       | 7+0        | 12+2       | USOC            | 1               | 0               | 0               | 1               | -                  | -                  | -                  | -                  | -                  | -           | -           | -           | -           | -           | 33     | 11     | 7      | 15     | 33,33      | 6°          |
| 2005                  | MetroStars            | MLS                   | 29         | 10         | 10         | 9          | USOC            | 1               | 0               | 0               | 1               | -                  | -                  | -                  | -                  | -                  | -           | -           | -           | -           | -           | 30     | 10     | 10     | 10     | 33,33      | Eson        |
| Totale Metrostars     | Totale Metrostars     | Totale Metrostars     | 89+4       | 32+0       | 26+1       | 31+3       |                 | 7               | 4               | 0               | 3               |                    | -                  | -                  | -                  | -                  |             | -           | -           | -           | -           | 100    | 36     | 27     | 37     | 36,00      |             |
| 2006                  | Chivas USA            | MLS                   | 32+2       | 10+1       | 13+0       | 9+1        | USOC            | 1               | 0               | 1               | 0               | -                  | -                  | -                  | -                  | -                  | -           | -           | -           | -           | -           | 35     | 11     | 14     | 10     | 31,43      | 6°          |
| 2014                  | Stabæk                | E                     | 30         | 11         | 6          | 13         | CN              | 6               | 5               | 0               | 1               | -                  | -                  | -                  | -                  | -                  | -           | -           | -           | -           | -           | 36     | 16     | 6      | 14     | 44,44      | 9°          |
| 2015                  | Stabæk                | E                     | 30         | 17         | 5          | 8          | CN              | 6               | 5               | 0               | 1               | -                  | -                  | -                  | -                  | -                  | -           | -           | -           | -           | -           | 36     | 22     | 5      | 9      | 61,11      | 3°          |
| Totale Stabaek        | Totale Stabaek        | Totale Stabaek        | 60         | 28         | 11         | 21         |                 | 12              | 10              | 0               | 2               |                    | -                  | -                  | -                  | -                  |             | -           | -           | -           | -           | 72     | 38     | 11     | 23     | 52,78      |             |
| nov. 2015-2016        | Le Havre              | L2                    | 24         | 12         | 6          | 6          | CF+CdL          | 0+0             | 0+0             | 0+0             | 0+0             | -                  | -                  | -                  | -                  | -                  | -           | -           | -           | -           | -           | 24     | 12     | 6      | 6      | 50,00      | Sub., 4°    |
| lug.-ott. 2016        | Le Havre              | L2                    | 10         | 4          | 4          | 2          | CF+CdL          | 0+2             | 0+1             | 0+0             | 0+1             | -                  | -                  | -                  | -                  | -                  | -           | -           | -           | -           | -           | 12     | 5      | 4      | 3      | 41,67      | Dim         |
| Totale Le Havre       | Totale Le Havre       | Totale Le Havre       | 34         | 16         | 10         | 8          |                 | 2               | 1               | 0               | 1               |                    | -                  | -                  | -                  | -                  |             | -           | -           | -           | -           | 36     | 17     | 10     | 9      | 47,22      |             |
| ott.-dic. 2016        | Swansea City          | PL                    | 11         | 2          | 2          | 7          | FACup+CdL       | 0+0             | 0+0             | 0+0             | 0+0             | -                  | -                  | -                  | -                  | -                  | -           | -           | -           | -           | -           | 11     | 2      | 2      | 7      | 18,18      | Sub, Eson   |
| 2018                  | Los Angeles FC        | MLS                   | 34+1       | 16         | 9          | 9+1        | USOC            | 4               | 3               | 1               | 0               | -                  | -                  | -                  | -                  | -                  | -           | -           | -           | -           | -           | 39     | 19     | 10     | 10     | 48,72      | 5°          |
| 2019                  | Los Angeles FC        | MLS                   | 34+2       | 21+1       | 9          | 4+1        | USOC            | 3               | 2               | 0               | 1               | -                  | -                  | -                  | -                  | -                  | -           | -           | -           | -           | -           | 39     | 24     | 9      | 6      | 61,54      | 1°          |
| 2020                  | Los Angeles FC        | MLS                   | 22+1       | 9          | 5          | 8+1        | USOC            | -               | -               | -               | -               | CCL                | 5                  | 3                  | 0                  | 2                  | MLS-BT      | 5           | 2           | 3           | 0           | 33     | 14     | 8      | 11     | 42,42      | 12°         |
| 2021                  | Los Angeles FC        | MLS                   | 34         | 12         | 9          | 13         | -               | -               | -               | -               | -               | -                  | -                  | -                  | -                  | -                  | -           | -           | -           | -           | -           | 34     | 12     | 9      | 13     | 35,29      | 19°         |
| Totale Los Angeles FC | Totale Los Angeles FC | Totale Los Angeles FC | 124+4      | 58+1       | 32+0       | 34+3       |                 | 7               | 5               | 1               | 1               |                    | 5                  | 3                  | 0                  | 2                  |             | 5           | 2           | 3           | 0           | 145    | 69     | 36     | 40     | 47,59      |             |
| 2022                  | Toronto FC            | MLS                   | 34         | 9          | 7          | 18         | USOC            | 0               | 0               | 0               | 0               | -                  | -                  | -                  | -                  | -                  | CC+CC       | 1+3         | 1+2         | 0+1         | 0+0         | 38     | 12     | 8      | 18     | 31,58      | 27°         |
| 2023                  | Toronto FC            | MLS                   | 20         | 3          | 10         | 7          | USOC            | 0               | 0               | 0               | 0               | -                  | -                  | -                  | -                  | -                  | CC          | 1           | 0           | 0           | 1           | 21     | 3      | 10     | 8      | 14,29      | Eson        |
| Totale Toronto        | Totale Toronto        | Totale Toronto        | 54         | 12         | 17         | 25         |                 | 0               | 0               | 0               | 0               |                    | -                  | -                  | -                  | -                  |             | 5           | 3           | 1           | 1           | 59     | 15     | 18     | 26     | 25,42      |             |
| Totale Carriera       | Totale Carriera       | Totale Carriera       | 589        | 249        | 138        | 202        |                 | 44              | 31              | 3               | 10              |                    | 12                 | 7                  | 2                  | 3                  |             | 10          | 5           | 4           | 1           | 655    | 292    | 147    | 216    | 44,58      |             |

#### Nazionale statunitense
| Squadra     | Naz                    | dal              | al             | Record | Record | Record | Record | Record | Record | Record | Record     |
| Squadra     | Naz                    | dal              | al             | G      | V      | N      | P      | GF     | GS     | DR     | % Vittorie |
| ----------- | ---------------------- | ---------------- | -------------- | ------ | ------ | ------ | ------ | ------ | ------ | ------ | ---------- |
| Stati Uniti | Stati Uniti (bandiera) | 1º dicembre 2006 | 31 luglio 2011 | 80     | 43     | 11     | 26     | 134    | 97     | +37    | 53,75      |

#### Nazionale nel dettaglio
| giu. 2007          | Stati Uniti        | Gold Cup 2007           | Vincitore                           | 6  | 6  | 0  | 0  | 100,00& | 13  | 3  | +10 |
| giu.-lug. 2007     | Stati Uniti        | Copa América 2007       | 4° nel gruppo C                     | 3  | 0  | 0  | 3  | &0,00   | 2   | 8  | -6  |
| 2008               | Stati Uniti        | Qual. Mondiale 2010     | 1º nel Gruppo CONCACAF, qualificato | 8  | 7  | 0  | 1  | 87,50   | 23  | 3  | +20 |
| 2009               | Stati Uniti        | Qual. Mondiale 2010     | 1º nel Gruppo CONCACAF, qualificato | 10 | 6  | 2  | 2  | 60,00   | 19  | 13 | +6  |
| giu. 2009          | Stati Uniti        | Confederations Cup 2009 | 2°                                  | 5  | 2  | 0  | 3  | 40,00   | 8   | 9  | -1  |
| Lug. 2009          | Stati Uniti        | Gold Cup 2009           | 2°                                  | 6  | 4  | 1  | 1  | 66,67   | 12  | 8  | +4  |
| giu. 2010          | Stati Uniti        | Mondiale 2010           | Ottavi di finale                    | 4  | 1  | 2  | 1  | 25,00   | 5   | 5  | +0  |
| giu. 2011          | Stati Uniti        | Gold Cup 2011           | 2°                                  | 6  | 4  | 0  | 2  | 66,67   | 9   | 6  | +3  |
| Dal 2006 al 2011   | Stati Uniti        | Amichevoli              |                                     | 32 | 13 | 7  | 12 | 40,63   | 43  | 42 | +1  |
| Totale Stati Uniti | Totale Stati Uniti | Totale Stati Uniti      | Totale Stati Uniti                  | 80 | 43 | 11 | 23 | 53,75   | 134 | 97 | +37 |

#### Panchine da commissario tecnico della nazionale statunitense
| Cronologia completa delle presenze e delle reti in nazionale ― Stati Uniti | Cronologia completa delle presenze e delle reti in nazionale ― Stati Uniti | Cronologia completa delle presenze e delle reti in nazionale ― Stati Uniti | Cronologia completa delle presenze e delle reti in nazionale ― Stati Uniti | Cronologia completa delle presenze e delle reti in nazionale ― Stati Uniti | Cronologia completa delle presenze e delle reti in nazionale ― Stati Uniti | Cronologia completa delle presenze e delle reti in nazionale ― Stati Uniti          | Cronologia completa delle presenze e delle reti in nazionale ― Stati Uniti |
| Data                                                                       | Città                                                                      | In casa                                                                    | Risultato                                                                  | Ospiti                                                                     | Competizione                                                               | Reti                                                                                | Note                                                                       |
| -------------------------------------------------------------------------- | -------------------------------------------------------------------------- | -------------------------------------------------------------------------- | -------------------------------------------------------------------------- | -------------------------------------------------------------------------- | -------------------------------------------------------------------------- | ----------------------------------------------------------------------------------- | -------------------------------------------------------------------------- |
| 20-1-2007                                                                  | Carson                                                                     | Stati Uniti                                                                | 3 – 1                                                                      | Danimarca                                                                  | Amichevole                                                                 | Landon Donovan (rig.) Jonathan Bornstein Kenny Cooper                               | Cap: J.Conrad                                                              |
| 8-2-2007                                                                   | Glendale                                                                   | Stati Uniti                                                                | 2 – 0                                                                      | Messico                                                                    | Amichevole                                                                 | Jimmy Conrad Landon Donovan                                                         | Cap: P.Mastroeni                                                           |
| 25-3-2007                                                                  | Tampa                                                                      | Stati Uniti                                                                | 3 – 1                                                                      | Ecuador                                                                    | Amichevole                                                                 | 3 Landon Donovan                                                                    | Cap: D.Beasley                                                             |
| 28-3-2007                                                                  | Frisco                                                                     | Stati Uniti                                                                | 0 – 0                                                                      | Guatemala                                                                  | Amichevole                                                                 | -                                                                                   |                                                                            |
| 2-6-2007                                                                   | San Jose                                                                   | Stati Uniti                                                                | 4 – 1                                                                      | Cina                                                                       | Amichevole                                                                 | DaMarcus Beasley (rig.) Benny Feilhaber Clint Dempsey Oguchi Onyewu                 | Cap: C.Bocanegra                                                           |
| 7-6-2007                                                                   | Carson                                                                     | Stati Uniti                                                                | 1 – 0                                                                      | Guatemala                                                                  | Gold Cup 2007 - 1º turno                                                   | Clint Dempsey                                                                       | Cap: C.Bocanegra                                                           |
| 9-6-2007                                                                   | Carson                                                                     | Stati Uniti                                                                | 2 – 0                                                                      | Trinidad e Tobago                                                          | Gold Cup 2007 - 1º turno                                                   | Brian Ching Eddie Johnson                                                           | Cap: K.Keller                                                              |
| 12-6-2007                                                                  | Foxborough                                                                 | Stati Uniti                                                                | 4 – 0                                                                      | El Salvador                                                                | Gold Cup 2007 - 1º turno                                                   | 2 DaMarcus Beasley Landon Donovan (rig.) Taylor Twellman                            | Cap: L.Donovan                                                             |
| 16-6-2007                                                                  | Foxborough                                                                 | Stati Uniti                                                                | 2 – 1                                                                      | Panama                                                                     | Gold Cup 2007 - Quarti di finale                                           | Landon Donovan (rig.) Carlos Bocanegra                                              | Cap: C.Bocanegra                                                           |
| 21-6-2007                                                                  | Chicago                                                                    | Canada                                                                     | 1 – 2                                                                      | Stati Uniti                                                                | Gold Cup 2007 - Semifinale                                                 | Frankie Hejduk Landon Donovan                                                       | Cap: C.Bocanegra                                                           |
| 24-6-2007                                                                  | Chicago                                                                    | Stati Uniti                                                                | 2 – 1                                                                      | Messico                                                                    | Gold Cup 2007 - Finale                                                     | Landon Donovan (rig.) Benny Feilhaber                                               | Cap: C.Bocanegra                                                           |
| 29-6-2007                                                                  | Maracaibo                                                                  | Argentina                                                                  | 4 – 1                                                                      | Stati Uniti                                                                | Coppa America 2007 - 1º turno                                              | Eddie Johnson (rig.)                                                                | Cap: K.Keller                                                              |
| 3-7-2007                                                                   | Barinas                                                                    | Stati Uniti                                                                | 1 – 3                                                                      | Paraguay                                                                   | Coppa America 2007 - 1º turno                                              | Ricardo Clark                                                                       | Cap: K.Keller                                                              |
| 6-7-2007                                                                   | Barquisimeto                                                               | Colombia                                                                   | 1 – 0                                                                      | Stati Uniti                                                                | Coppa America 2007 - 1º turno                                              | -                                                                                   | Cap: D.Califf                                                              |
| 22-8-2007                                                                  | Göteborg                                                                   | Svezia                                                                     | 1 – 0                                                                      | Stati Uniti                                                                | Amichevole                                                                 | -                                                                                   | Cap: C.Bocanegra                                                           |
| 9-9-2007                                                                   | Chicago                                                                    | Stati Uniti                                                                | 2 – 4                                                                      | Brasile                                                                    | Amichevole                                                                 | Carlos Bocanegra Clint Dempsey                                                      | Cap: C.Bocanegra                                                           |
| 17-10-2007                                                                 | Basilea                                                                    | Svizzera                                                                   | 0 – 1                                                                      | Stati Uniti                                                                | Amichevole                                                                 | Michael Bradley                                                                     | Cap: C.Bocanegra                                                           |
| 17-11-2007                                                                 | Soweto                                                                     | Sudafrica                                                                  | 0 – 1                                                                      | Stati Uniti                                                                | Amichevole                                                                 | Steven Cherundolo                                                                   | Cap: C.Bocanegra                                                           |
| 20-1-2008                                                                  | Carson                                                                     | Stati Uniti                                                                | 2 – 0                                                                      | Svezia                                                                     | Amichevole                                                                 | Eddie Robinson Landon Donovan (rig.)                                                | Cap: L.Donovan                                                             |
| 6-2-2008                                                                   | East Rutherford                                                            | Stati Uniti                                                                | 2 – 2                                                                      | Messico                                                                    | Amichevole                                                                 | Oguchi Onyewu Jozy Altidore                                                         | Cap: C.Bocanegra                                                           |
| 26-3-2008                                                                  | Cracovia                                                                   | Polonia                                                                    | 0 – 3                                                                      | Stati Uniti                                                                | Amichevole                                                                 | Carlos Bocanegra Oguchi Onyewu Eddie Lewis                                          | Cap: C.Bocanegra                                                           |
| 28-5-2008                                                                  | Londra                                                                     | Inghilterra                                                                | 2 – 0                                                                      | Stati Uniti                                                                | Amichevole                                                                 | -                                                                                   | Cap: C.Bocanegra                                                           |
| 4-6-2008                                                                   | Santander                                                                  | Spagna                                                                     | 1 – 0                                                                      | Stati Uniti                                                                | Amichevole                                                                 | -                                                                                   | Cap: C.Bocanegra                                                           |
| 8-6-2008                                                                   | East Rutherford                                                            | Stati Uniti                                                                | 0 – 0                                                                      | Argentina                                                                  | Amichevole                                                                 | -                                                                                   | Cap: L.Donovan                                                             |
| 15-6-2008                                                                  | Carson                                                                     | Stati Uniti                                                                | 8 – 0                                                                      | Barbados                                                                   | Qual. Mondiali 2010                                                        | 2 Clint Dempsey Michael Bradley 2 Brian Ching Landon Donovan Eddie Johnson autorete | Cap: C.Bocanegra                                                           |
| 22-6-2008                                                                  | Waterford                                                                  | Barbados                                                                   | 0 – 1                                                                      | Stati Uniti                                                                | Qual. Mondiali 2010                                                        | Eddie Lewis                                                                         | Cap: E.Lewis                                                               |
| 21-8-2008                                                                  | Città del Guatemala                                                        | Guatemala                                                                  | 0 – 1                                                                      | Stati Uniti                                                                | Qual. Mondiali 2010                                                        | Carlos Bocanegra                                                                    | Cap: C.Bocanegra                                                           |
| 7-9-2008                                                                   | L'Avana                                                                    | Cuba                                                                       | 0 – 1                                                                      | Stati Uniti                                                                | Qual. Mondiali 2010                                                        | Clint Dempsey                                                                       | Cap: C.Bocanegra                                                           |
| 11-9-2008                                                                  | Chicago                                                                    | Stati Uniti                                                                | 3 – 0                                                                      | Trinidad e Tobago                                                          | Qual. Mondiali 2010                                                        | Michael Bradley Clint Dempsey Brian Ching                                           | Cap: C.Bocanegra                                                           |
| 12-10-2008                                                                 | Washington                                                                 | Stati Uniti                                                                | 6 – 1                                                                      | Cuba                                                                       | Qual. Mondiali 2010                                                        | 2 DaMarcus Beasley Landon Donovan Brian Ching Jozy Altidore Oguchi Onyewu           | Cap: C.Bocanegra                                                           |
| 16-10-2008                                                                 | Port of Spain                                                              | Trinidad e Tobago                                                          | 2 – 1                                                                      | Stati Uniti                                                                | Qual. Mondiali 2010                                                        | Charlie Davies                                                                      | Cap: D.Beasley                                                             |
| 20-11-2008                                                                 | East Rutherford                                                            | Stati Uniti                                                                | 2 – 0                                                                      | Guatemala                                                                  | Qual. Mondiali 2010                                                        | Kenny Cooper Freddy Adu                                                             | Cap: P.Mastroeni                                                           |
| 23-1-2009                                                                  | Carson                                                                     | Stati Uniti                                                                | 3 – 2                                                                      | Svezia                                                                     | Amichevole                                                                 | 3 Sacha Kljestan 1 (rig.)                                                           | Cap: D.Califf                                                              |
| 12-2-2009                                                                  | Columbus                                                                   | Stati Uniti                                                                | 2 – 0                                                                      | Messico                                                                    | Qual. Mondiali 2010                                                        | 2 Michael Bradley                                                                   | Cap: C.Bocanegra                                                           |
| 29-3-2009                                                                  | San Salvador                                                               | El Salvador                                                                | 2 – 2                                                                      | Stati Uniti                                                                | Qual. Mondiali 2010                                                        | Jozy Altidore Frankie Hejduk                                                        | Cap: C.Bocanegra                                                           |
| 2-4-2009                                                                   | Nashville                                                                  | Stati Uniti                                                                | 3 – 0                                                                      | Trinidad e Tobago                                                          | Qual. Mondiali 2010                                                        | 3 Jozy Altidore                                                                     | Cap: C.Bocanegra                                                           |
| 3-6-2009                                                                   | San José                                                                   | Costa Rica                                                                 | 3 – 1                                                                      | Stati Uniti                                                                | Qual. Mondiali 2010                                                        | Landon Donovan (rig.)                                                               | Cap: C.Bocanegra                                                           |
| 7-6-2009                                                                   | Chicago                                                                    | Stati Uniti                                                                | 2 – 1                                                                      | Honduras                                                                   | Qual. Mondiali 2010                                                        | Landon Donovan (rig.) Carlos Bocanegra                                              | Cap: C.Bocanegra                                                           |
| 15-6-2009                                                                  | Pretoria                                                                   | Stati Uniti                                                                | 1 – 3                                                                      | Italia                                                                     | Conf. Cup 2009 - 1º turno                                                  | Landon Donovan (rig.)                                                               | Cap: L.Donovan                                                             |
| 18-6-2009                                                                  | Pretoria                                                                   | Stati Uniti                                                                | 0 – 3                                                                      | Brasile                                                                    | Conf. Cup 2009 - 1º turno                                                  | -                                                                                   | Cap: L.Donovan                                                             |
| 21-6-2009                                                                  | Durban                                                                     | Egitto                                                                     | 0 – 3                                                                      | Stati Uniti                                                                | Conf. Cup 2009 - 1º turno                                                  | Charlie Davies Michael Bradley Clint Dempsey                                        | Cap: L.Donovan                                                             |
| 24-6-2009                                                                  | Bloemfontein                                                               | Spagna                                                                     | 0 – 2                                                                      | Stati Uniti                                                                | Conf. Cup 2009 - Semifinale                                                | Jozy Altidore Clint Dempsey                                                         | Cap: C.Bocanegra                                                           |
| 28-6-2009                                                                  | Soweto                                                                     | Stati Uniti                                                                | 2 – 3                                                                      | Brasile                                                                    | Conf. Cup 2009 - Finale                                                    | Clint Dempsey Landon Donovan                                                        | Cap: C.Bocanegra                                                           |
| 5-7-2009                                                                   | Seattle                                                                    | Stati Uniti                                                                | 4 – 0                                                                      | Grenada                                                                    | Gold Cup 2009 - 1º turno                                                   | Freddy Adu Stuart Holden Robbie Rogers Charlie Davies                               | Cap: S.Cherundolo                                                          |
| 9-7-2009                                                                   | Washington                                                                 | Stati Uniti                                                                | 2 – 0                                                                      | Honduras                                                                   | Gold Cup 2009 - 1º turno                                                   | Santino Quaranta Brian Ching                                                        | Cap: S.Cherundolo                                                          |
| 12-7-2009                                                                  | Foxborough                                                                 | Stati Uniti                                                                | 2 – 2                                                                      | Haiti                                                                      | Gold Cup 2009 - 1º turno                                                   | Davy Arnaud Stuart Holden                                                           | Cap: J.Conrad                                                              |
| 19-7-2009                                                                  | Filadelfia                                                                 | Stati Uniti                                                                | 2 – 1 dts                                                                  | Panama                                                                     | Gold Cup 2009 - Quarti di finale                                           | Kyle Beckerman Kenny Cooper (rig.)                                                  | Cap: J.Conrad                                                              |
| 24-7-2009                                                                  | Chicago                                                                    | Honduras                                                                   | 0 – 2                                                                      | Stati Uniti                                                                | Gold Cup 2009 - Semifinale                                                 | Clarence Goodson Kenny Cooper                                                       | Cap: B.Ching                                                               |
| 26-7-2009                                                                  | East Rutherford                                                            | Stati Uniti                                                                | 0 – 5                                                                      | Messico                                                                    | Gold Cup 2009 - Finale                                                     | -                                                                                   | Cap: B.Ching                                                               |
| 12-8-2009                                                                  | Città del Messico                                                          | Messico                                                                    | 2 – 1                                                                      | Stati Uniti                                                                | Qual. Mondiali 2010                                                        | Charlie Davies                                                                      | Cap: C.Bocanegra                                                           |
| 5-9-2009                                                                   | Sandy                                                                      | Stati Uniti                                                                | 2 – 1                                                                      | El Salvador                                                                | Qual. Mondiali 2010                                                        | Clint Dempsey Jozy Altidore                                                         | Cap: C.Bocanegra                                                           |
| 10-9-2009                                                                  | Port of Spain                                                              | Trinidad e Tobago                                                          | 0 – 1                                                                      | Stati Uniti                                                                | Qual. Mondiali 2010                                                        | Ricardo Clark                                                                       | Cap: C.Bocanegra                                                           |
| 11-10-2009                                                                 | San Pedro Sula                                                             | Honduras                                                                   | 2 – 3                                                                      | Stati Uniti                                                                | Qual. Mondiali 2010                                                        | 2 Conor Casey Landon Donovan                                                        | Cap: C.Bocanegra                                                           |
| 15-10-2009                                                                 | Washington                                                                 | Stati Uniti                                                                | 2 – 2                                                                      | Costa Rica                                                                 | Qual. Mondiali 2010                                                        | Michael Bradley Jonathan Bornstein                                                  | Cap: C.Bocanegra                                                           |
| 14-11-2009                                                                 | Bratislava                                                                 | Slovacchia                                                                 | 1 – 0                                                                      | Stati Uniti                                                                | Amichevole                                                                 | -                                                                                   | Cap: C.Bocanegra                                                           |
| 18-11-2009                                                                 | Århus                                                                      | Danimarca                                                                  | 3 – 1                                                                      | Stati Uniti                                                                | Amichevole                                                                 | Jeff Cunningham                                                                     | Cap: C.Bocanegra                                                           |
| 23-1-2010                                                                  | Carson                                                                     | Stati Uniti                                                                | 1 – 3                                                                      | Honduras                                                                   | Amichevole                                                                 | Clarence Goodson                                                                    | Cap: J.Conrad                                                              |
| 24-2-2010                                                                  | East Rutherford                                                            | Stati Uniti                                                                | 2 – 1                                                                      | El Salvador                                                                | Amichevole                                                                 | Brian Ching Sacha Kljestan                                                          | Cap: J.Bornstein                                                           |
| 3-3-2010                                                                   | Amsterdam                                                                  | Paesi Bassi                                                                | 2 – 1                                                                      | Stati Uniti                                                                | Amichevole                                                                 | Carlos Bocanegra                                                                    | Cap: C.Bocanegra                                                           |
| 26-5-2010                                                                  | East Hartford                                                              | Stati Uniti                                                                | 2 – 4                                                                      | Rep. Ceca                                                                  | Amichevole                                                                 | Maurice Edu Hérculez Gómez                                                          | Cap: S.Cherundolo                                                          |
| 29-5-2010                                                                  | Filadelfia                                                                 | Stati Uniti                                                                | 2 – 1                                                                      | Turchia                                                                    | Amichevole                                                                 | Jozy Altidore Clint Dempsey                                                         | Cap: C.Bocanegra                                                           |
| 5-6-2010                                                                   | Johannesburg                                                               | Stati Uniti                                                                | 3 – 1                                                                      | Australia                                                                  | Amichevole                                                                 | 2 Edson Buddle Hérculez Gómez                                                       | Cap: C.Bocanegra                                                           |
| 12-6-2010                                                                  | Rustenburg                                                                 | Inghilterra                                                                | 1 – 1                                                                      | Stati Uniti                                                                | Mondiali 2010 - 1º turno                                                   | Clint Dempsey                                                                       | Cap: C.Bocanegra                                                           |
| 18-6-2010                                                                  | Johannesburg                                                               | Slovenia                                                                   | 2 – 2                                                                      | Stati Uniti                                                                | Mondiali 2010 - 1º turno                                                   | Landon Donovan Michael Bradley                                                      | Cap: C.Bocanegra                                                           |
| 23-6-2010                                                                  | Pretoria                                                                   | Stati Uniti                                                                | 1 – 0                                                                      | Algeria                                                                    | Mondiali 2010 - 1º turno                                                   | Landon Donovan                                                                      | Cap: C.Bocanegra                                                           |
| 26-6-2010                                                                  | Durban                                                                     | Stati Uniti                                                                | 1 – 2 dts                                                                  | Ghana                                                                      | Mondiali 2010 - Ottavi di finale                                           | Landon Donovan (rig.)                                                               | Cap: C.Bocanegra                                                           |
| 10-8-2010                                                                  | East Hartford                                                              | Stati Uniti                                                                | 0 – 2                                                                      | Brasile                                                                    | Amichevole                                                                 | -                                                                                   | Cap: C.Bocanegra                                                           |
| 10-10-2010                                                                 | Chicago                                                                    | Stati Uniti                                                                | 2 – 2                                                                      | Polonia                                                                    | Amichevole                                                                 | Jozy Altidore Oguchi Onyewu                                                         | Cap: C.Bocanegra                                                           |
| 13-10-2010                                                                 | Chester                                                                    | Stati Uniti                                                                | 0 – 0                                                                      | Colombia                                                                   | Amichevole                                                                 | -                                                                                   | Cap: O.Onyewu                                                              |
| 17-11-2010                                                                 | Durban                                                                     | Sudafrica                                                                  | 0 – 1                                                                      | Stati Uniti                                                                | Amichevole                                                                 | Juan Agudelo                                                                        | Cap: B.Guzan                                                               |
| 22-1-2011                                                                  | Carson                                                                     | Stati Uniti                                                                | 1 – 1                                                                      | Cile                                                                       | Amichevole                                                                 | Teal Bunbury                                                                        | Cap: D.McCarty                                                             |
| 27-3-2011                                                                  | East Hartford                                                              | Stati Uniti                                                                | 1 – 1                                                                      | Argentina                                                                  | Amichevole                                                                 | Juan Agudelo                                                                        | Cap: C.Bocanegra                                                           |
| 29-3-2011                                                                  | Nashville                                                                  | Stati Uniti                                                                | 0 – 1                                                                      | Paraguay                                                                   | Amichevole                                                                 | -                                                                                   | Cap: L.Donovan                                                             |
| 4-6-2011                                                                   | Foxborough                                                                 | Stati Uniti                                                                | 0 – 4                                                                      | Spagna                                                                     | Amichevole                                                                 | -                                                                                   | Cap: T.Howard                                                              |
| 8-6-2011                                                                   | East Hartford                                                              | Stati Uniti                                                                | 2 – 0                                                                      | Canada                                                                     | Gold Cup 2011 - 1º turno                                                   | Jozy Altidore Clint Dempsey                                                         | Cap: C.Bocanegra                                                           |
| 12-6-2011                                                                  | East Hartford                                                              | Stati Uniti                                                                | 1 – 2                                                                      | Panama                                                                     | Gold Cup 2011 - 1º turno                                                   | Clarence Goodson                                                                    | Cap: C.Bocanegra                                                           |
| 15-6-2011                                                                  | Kansas City                                                                | Guadalupa                                                                  | 0 – 1                                                                      | Stati Uniti                                                                | Gold Cup 2011 - 1º turno                                                   | Jozy Altidore                                                                       | Cap: C.Bocanegra                                                           |
| 19-6-2011                                                                  | Washington                                                                 | Giamaica                                                                   | 0 – 2                                                                      | Stati Uniti                                                                | Gold Cup 2011 - Quarti di finale                                           | Jermaine Jones Clint Dempsey                                                        | Cap: C.Bocanegra                                                           |
| 23-6-2011                                                                  | Houston                                                                    | Stati Uniti                                                                | 1 – 0                                                                      | Panama                                                                     | Gold Cup 2011 - Semifinale                                                 | Clint Dempsey                                                                       | Cap: C.Bocanegra                                                           |
| 26-6-2011                                                                  | Los Angeles                                                                | Stati Uniti                                                                | 2 – 4                                                                      | Messico                                                                    | Gold Cup 2011 - Finale                                                     | Michael Bradley Landon Donovan                                                      | Cap: C.Bocanegra                                                           |
| Totale                                                                     |                                                                            | Presenze                                                                   | 80                                                                         |                                                                            | Reti                                                                       | 134                                                                                 |                                                                            |

#### Nazionale egiziana
| Squadra | Naz               | dal               | al               | Record | Record | Record | Record     | Record | Record | Record | Record |
| G       | V                 | N                 | P                | GF     | GS     | DR     | % Vittorie |        |        |        |        |
| ------- | ----------------- | ----------------- | ---------------- | ------ | ------ | ------ | ---------- | ------ | ------ | ------ | ------ |
| Egitto  | Egitto (bandiera) | 18 settembre 2011 | 20 novembre 2013 | 35     | 21     | 6      | 8          | 75     | 40     | +35    | 60,00  |

#### Nazionale egiziana nel dettaglio
| giu. 2012        | Egitto        | Qual. Coppa d'Africa 2013 | non qualificato | 2  | 0  | 1 | 1 | &0,00   | 3  | 4  | -1  |
| 2012             | Egitto        | Qual. Mondiale 2014       | non qualificato | 2  | 2  | 0 | 0 | 100,00& | 5  | 2  | +3  |
| 2013             | Egitto        | Qual. Mondiale 2014       | non qualificato | 6  | 5  | 0 | 1 | 83,33   | 14 | 12 | +2  |
| Dal 2011 al 2013 | Egitto        | Amichevoli                |                 | 25 | 14 | 5 | 6 | 56,00   | 53 | 22 | +31 |
| Totale Egitto    | Totale Egitto | Totale Egitto             | Totale Egitto   | 35 | 21 | 6 | 8 | 60,00   | 75 | 40 | +35 |

#### Panchine da commissario tecnico della nazionale egiziana
| Cronologia completa delle presenze e delle reti in nazionale ― Egitto | Cronologia completa delle presenze e delle reti in nazionale ― Egitto | Cronologia completa delle presenze e delle reti in nazionale ― Egitto | Cronologia completa delle presenze e delle reti in nazionale ― Egitto | Cronologia completa delle presenze e delle reti in nazionale ― Egitto | Cronologia completa delle presenze e delle reti in nazionale ― Egitto | Cronologia completa delle presenze e delle reti in nazionale ― Egitto                                                     | Cronologia completa delle presenze e delle reti in nazionale ― Egitto |
| Data                                                                  | Città                                                                 | In casa                                                               | Risultato                                                             | Ospiti                                                                | Competizione                                                          | Reti | Note                                                                  |
| --------------------------------------------------------------------- | --------------------------------------------------------------------- | --------------------------------------------------------------------- | --------------------------------------------------------------------- | --------------------------------------------------------------------- | --------------------------------------------------------------------- | --- | --------------------------------------------------------------------- |
| 14-11-2011                                                            | Al Rayyan                                                             | Brasile                                                               | 2 – 0                                                                 | Egitto                                                                | Amichevole                                                            | - | Cap: W.Gomaa                                                          |
| 27-2-2012                                                             | Doha                                                                  | Egitto                                                                | 5 – 0                                                                 | Kenya                                                                 | Amichevole                                                            | Mohamed Salah Ahmed Hassan (rig.) Ahmed Eid Abdel Malek (rig.) Ahmed Khairy Ahmed Abdelzaher                              |                                                                       |
| 29-2-2012                                                             | Doha                                                                  | Egitto                                                                | 1 – 0                                                                 | Niger                                                                 | Amichevole                                                            | Hosny Abd Rabo (rig.) |                                                                       |
| 2-3-2012                                                              | Doha                                                                  | Egitto                                                                | 0 – 0                                                                 | RD del Congo                                                          | Amichevole                                                            | - | Cap: E. El Hadary                                                     |
| 29-3-2012                                                             | Omdurman                                                              | Egitto                                                                | 2 – 1                                                                 | Uganda                                                                | Amichevole                                                            | Mohamed Salah Mohamed Aboutreika                                                                                          | Cap: E. El Hadary                                                     |
| 31-3-2012                                                             | Omdurman                                                              | Egitto                                                                | 4 – 0                                                                 | Ciad                                                                  | Amichevole                                                            | Mohamed Salah Ahmed Khairy autorete Ahmed Hassan Mekky                                                                    |                                                                       |
| 12-4-2012                                                             | Dubai                                                                 | Egitto                                                                | 3 – 2                                                                 | Nigeria                                                               | Amichevole                                                            | Ahmed Temsah Mohamed Aboutreika (rig.) Ahmed Hassan Mekky                                                                 |                                                                       |
| 15-4-2012                                                             | Il Cairo                                                              | Egitto                                                                | 3 – 0                                                                 | Mauritania                                                            | Amichevole                                                            | 2 Gedo Emad Meteab (rig.)                                                                                                 |                                                                       |
| 17-4-2012                                                             | Dubai                                                                 | Iraq                                                                  | 0 – 0                                                                 | Egitto                                                                | Amichevole                                                            | - | Cap: E. El Hadary                                                     |
| 11-5-2012                                                             | Tripoli                                                               | Libano                                                                | 1 – 4                                                                 | Egitto                                                                | Amichevole                                                            | Ouka Ahmed Hassan Mekky (rig.) Ahmed Temsah Ahmed Khairy                                                                  | Cap: E. El Hadary                                                     |
| 20-5-2012                                                             | Omdurman                                                              | Egitto                                                                | 2 – 1                                                                 | Camerun                                                               | Amichevole                                                            | Ahmed Elmohamady Mohamed Aboutreika (rig.)                                                                                |                                                                       |
| 22-5-2012                                                             | Omdurman                                                              | Egitto                                                                | 3 – 0                                                                 | Togo                                                                  | Amichevole                                                            | Gedo 2 Mohamed Salah | Cap: E. El Hadary                                                     |
| 1-6-2012                                                              | Alessandria d'Egitto                                                  | Egitto                                                                | 2 – 0                                                                 | Mozambico                                                             | Qual. Mondiali 2014                                                   | Mahmoud Fathallah autorete                                                                                                | Cap: E. El Hadary                                                     |
| 10-6-2012                                                             | Conakry                                                               | Guinea                                                                | 2 – 3                                                                 | Egitto                                                                | Qual. Mondiali 2014                                                   | 2 Mohamed Aboutreika 1 (rig.) Mohamed Salah                                                                               | Cap: E. El Hadary                                                     |
| 15-6-2012                                                             | Alessandria d'Egitto                                                  | Egitto                                                                | 2 – 3                                                                 | Rep. Centrafricana                                                    | Qual. Coppa d'Africa 2013                                             | Mohamed Zidan Mohamed Salah                                                                                               | Cap: E. El Hadary                                                     |
| 30-6-2012                                                             | Bangui                                                                | Rep. Centrafricana                                                    | 1 – 1                                                                 | Egitto                                                                | Qual. Coppa d'Africa 2013                                             | Emad Meteab | Cap: E. El Hadary                                                     |
| 15-8-2012                                                             | Salalah                                                               | Oman                                                                  | 1 – 1                                                                 | Egitto                                                                | Amichevole                                                            | Ahmed Hassan Mekky | Cap: E. El Hadary                                                     |
| 12-10-12                                                              | Sharjah                                                               | Egitto                                                                | 3 – 0                                                                 | Rep. del Congo                                                        | Amichevole                                                            | 2 Mohamed Aboutreika Gedo                                                                                                 |                                                                       |
| 16-10-2012                                                            | Abu Dhabi                                                             | Egitto                                                                | 0 – 1                                                                 | Tunisia                                                               | Amichevole                                                            | - | Cap: E. El Hadary                                                     |
| 14-11-2012                                                            | Tblisi                                                                | Georgia                                                               | 0 – 0                                                                 | Egitto                                                                | Amichevole                                                            | - | Cap: H. Abd Rabo                                                      |
| 28-12-2012                                                            | Doha                                                                  | Qatar                                                                 | 0 – 2                                                                 | Egitto                                                                | Amichevole                                                            | Al-Sayed Hamdy Gedo |                                                                       |
| 10-1-2013                                                             | Abu Dhabi                                                             | Ghana                                                                 | 3 – 0                                                                 | Egitto                                                                | Amichevole                                                            | - | Cap: W.Gomaa                                                          |
| 14-1-2013                                                             | Abu Dhabi                                                             | Costa d'Avorio                                                        | 4 – 2                                                                 | Egitto                                                                | Amichevole                                                            | Mohamed Aboutreika Gedo                                                                                                   | Cap: E. El Hadary                                                     |
| 6-2-2013                                                              | Madrid                                                                | Cile                                                                  | 2 – 1                                                                 | Egitto                                                                | Amichevole                                                            | Mohamed Salah | Cap: W.Gomaa                                                          |
| 7-3-2013                                                              | Doha                                                                  | Qatar                                                                 | 3 – 1                                                                 | Egitto                                                                | Amichevole                                                            | Ramy Rabia | Cap: W.Gomaa                                                          |
| 20-3-2013                                                             | Alessandria d'Egitto                                                  | Egitto                                                                | 2 – 1                                                                 | Zimbabwe                                                              | Qual. Mondiali 2014                                                   | Hosny Abd Rabo Mohamed Aboutreika (rig.)                                                                                  | Cap: H. Abd Rabo                                                      |
| 22-3-2013                                                             | Alessandria d'Egitto                                                  | Egitto                                                                | 10 – 0                                                                | eSwatini                                                              | Amichevole                                                            | Mohamed Ibrahim 2 Mohamed Salah 2 Ahmed Eid Abdel Malek 1 (rig.) 2 Ahmed Hassan Mekky Ahmed Hamoudi autorete Ahmed Gaafar |                                                                       |
| 5-6-2013                                                              | Il Cairo                                                              | Egitto                                                                | 1 – 1                                                                 | Botswana                                                              | Amichevole                                                            | Ahmed Hegazy |                                                                       |
| 9-6-2013                                                              | Harare                                                                | Zimbabwe                                                              | 2 – 4                                                                 | Egitto                                                                | Qual. Mondiali 2014                                                   | Mohamed Aboutreika 3 Mohamed Salah                                                                                        | Cap: W.Gomaa                                                          |
| 16-6-2013                                                             | Maputo                                                                | Mozambico                                                             | 0 – 1                                                                 | Egitto                                                                | Qual. Mondiali 2014                                                   | Mohamed Salah | Cap: W.Gomaa                                                          |
| 14-8-2013                                                             | El Gouna                                                              | Egitto                                                                | 3 – 0                                                                 | Uganda                                                                | Amichevole                                                            | Ahmed Hassan Mohamed Salah Adam El-Abd                                                                                    |                                                                       |
| 10-9-2013                                                             | El Gouna                                                              | Egitto                                                                | 4 – 2                                                                 | Guinea                                                                | Qual. Mondiali 2014                                                   | Hossam Ghaly Mohamed Aboutreika (rig.) Mohamed Salah Amr Zaki                                                             | Cap: H.Ghaly                                                          |
| 15-10-2013                                                            | Kumasi                                                                | Ghana                                                                 | 6 – 1                                                                 | Egitto                                                                | Qual. Mondiali 2014                                                   | Mohamed Aboutreika (rig.)                                                                                                 | Cap: W.Gomaa                                                          |
| 14-11-2013                                                            | Il Cairo                                                              | Egitto                                                                | 2 – 0                                                                 | Zambia                                                                | Amichevole                                                            | Amr Zaki Ramy Rabia |                                                                       |
| 19-11-2013                                                            | Il Cairo                                                              | Egitto                                                                | 2 – 1                                                                 | Ghana                                                                 | Qual. Mondiali 2014                                                   | Amr Zaki Gedo | Cap: H.Ghaly                                                          |
| Totale                                                                |                                                                       | Presenze                                                              | 35                                                                    |                                                                       | Reti                                                                  | 75 |                                                                       |

## Palmarès

### Allenatore

#### Club
- Campionato MLS: 1

Chicago Fire: 1998
- U.S. Open Cup: 2

Chicago Fire: 1998, 2000
- MLS Supporters' Shield: 1

Los Angeles FC: 2019
- Canadian Championship: 1

Toronto FC: 2020

#### Nazionale
- Gold Cup: 1

2007

#### Individuale
- Miglior allenatore della Major League Soccer: 3

1998, 2006, 2019
- Miglior allenatore dell'Eliteserien: 1

2015